# A titkok könyvtára 3. – A Júdás-kehely átka
A titkok könyvtára 3. – A Júdás-kehely átka (The Librarian: Curse of the Judas Chalice) 2008-as amerikai film, a Titkok könyvtára-sorozat harmadik, egyben befejező része. Rendezője Jonathan Frakes. A főszereplő könyvtárost – aki egy titkos gyűjteményt védelmez Vlad Draculától és annak vámpír csatlósaitól – ezúttal is Noah Wyle alakítja. 
Az Amerikai Egyesült Államokban a TNT televíziós adón mutatták be 2008 decemberében. 

## Cselekmény
Flynn Carsen ezúttal most egy árverésen szeretne mindenáron megszerezni egy vázát, mivel pontosan tudja, hogy a mindent arannyá változtató bölcsek kövét rejti. Katie, a történész barátnője azonban ezt nem veszi jó néven, ezért elhagyja Flynnt. Az események persze nagyon megviselik őt, ezért Charlene szabadságra küldi. Flynn ekkor furcsa álmot lát, s egy lány hívogatja magához, melynek hatására New Orleansba utazik. Ott találkozik Simone-nal, az álombéli lánnyal, aki egy újabb feladatot bíz a könyvtárosra. A következő küldetése így hát a Júdás kehely felkutatása és a vámpírőserő feltámadásának megakadályozása.

## Főszereplők
- Noah Wyle – Flynn Carsen (Alföldi Róbert/Széles Tamás)
- Bob Newhart – Judson (Szokolay Ottó/Versényi László)
- Jane Curtin – Charlene (Borbás Gabi/Menszátor Magdolna)
- Bruce Davison – Lazlo/Vlad professzor (Rosta Sándor/Vass Gábor)
- Jason Douglas - Ivan (Mertz Tibor(Seder Gábor)
- Stana Katić – Simone Renoir (Ruttkay Laura/Zakariás Éva)
- Dikran Tulaine – Sergei Kubichek (Sótonyi Gábor)